# Landershofen

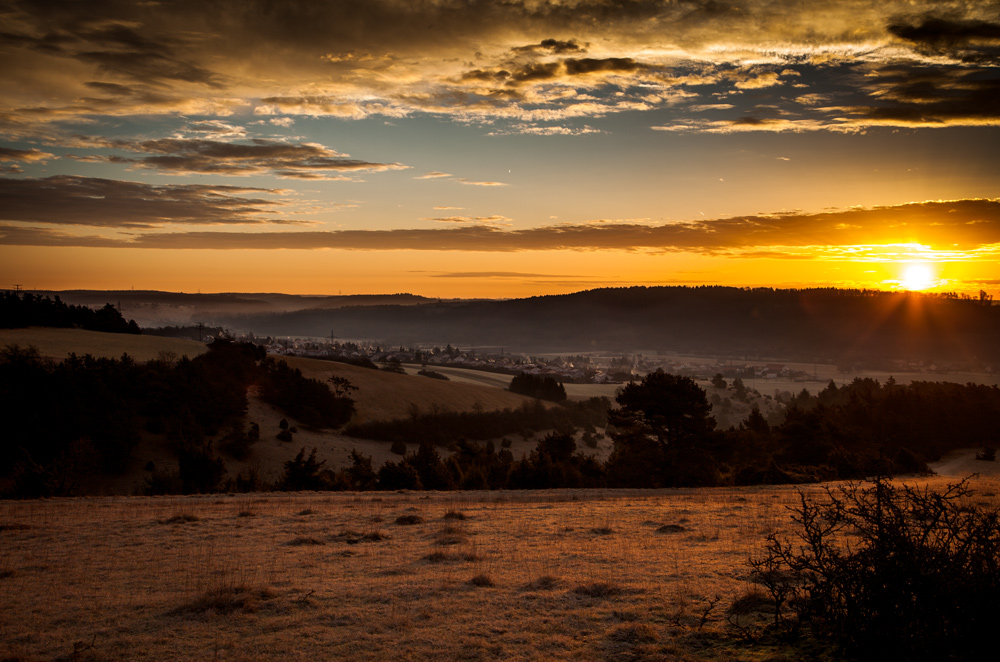
Landershofen im Sonnenaufgang

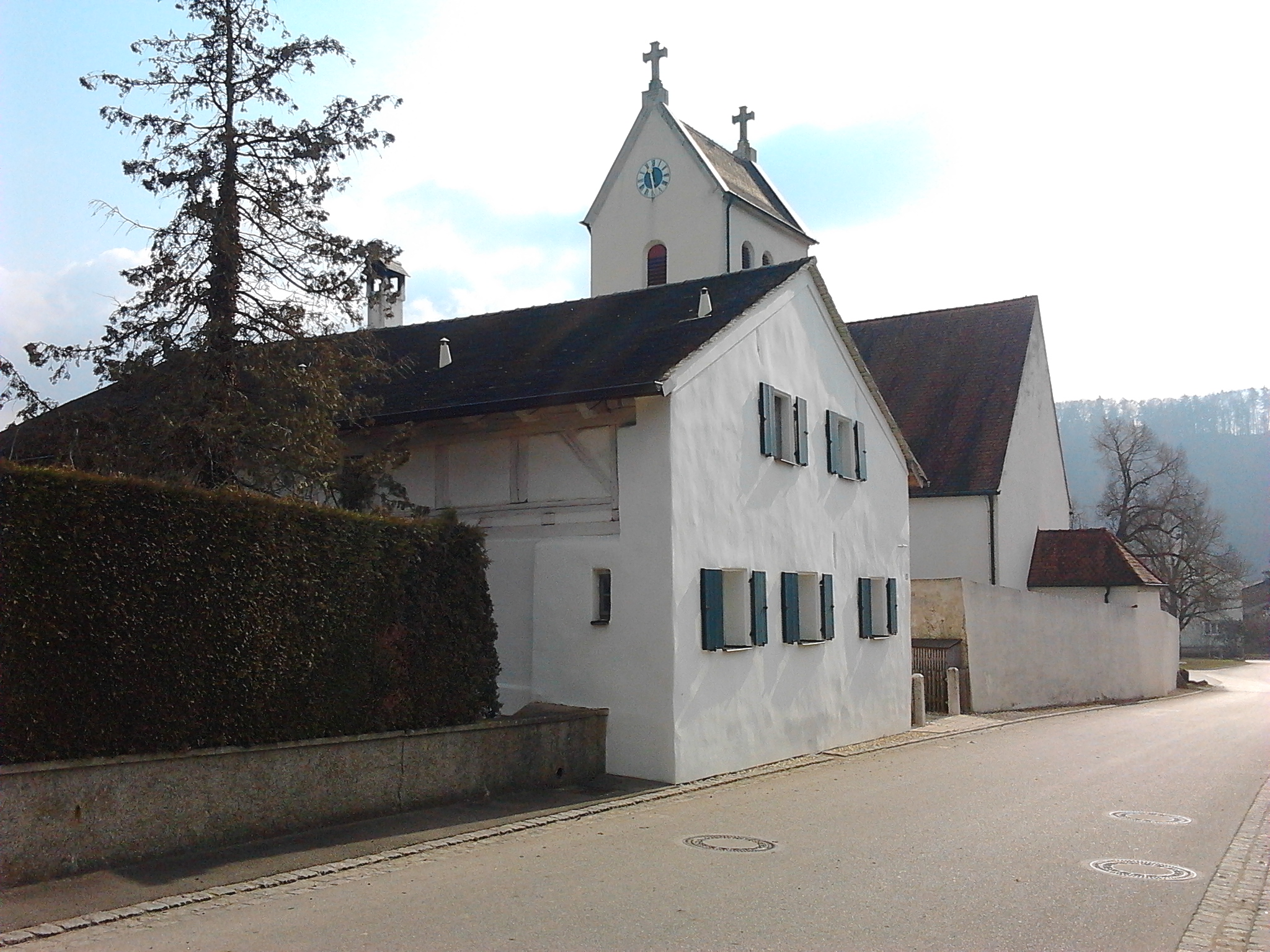
Lindenstraße Landershofen

Landershofen (bairisch Landadshofa) ist ein Ortsteil der Großen Kreisstadt Eichstätt im oberbayerischen Landkreis Eichstätt.

## Lage
Das Kirchdorf Landershofen liegt östlich der Kreisstadt Eichstätt flussabwärts im Altmühltal. Nachbarorte sind im Westen Eichstätt, im Norden Buchenhüll, im Osten Pfünz und im Süden Pietenfeld an der Leithen.

## Geschichte
Am ehemaligen Steinbruch von Landershofen ist eine römische Siedlung nachgewiesen.
Um das Jahr 1006 kommt der Personennamen Lantesfried/Lantfrid vor, ohne dass ein Bezug zu Landershofen nachweisbar wäre. Zwischen 1183 und 1195 weihte der Eichstätter Bischof Otto die Kirche St. Benedikt zu „Lantfrideshouen“ – der Erstbeleg für die Existenz dieses Ortes. Die Kirche wird wohl mit einem Ministerialensitz zusammenhängen, doch konnte kein Befestigungsnachweis gefunden werden. Von diesen Ministerialen sind im 13. Jahrhundert genannt: Hermannus de Lentvrideshouen (1235), Hermann genannt von Lentfriedeshouen (1239), Hermannus … de Laentfritshoven (1253), Chunrad von Leintfrideshouen mit Tochter Mathildis, „eine Ministerialin des Bischofs“, (1279) und Alhaidis de Laentfritshoven (1282). Im 14. Jahrhundert besaß ein Chunrat von Chamerawe einen Hof in Laentfritshoven, den er 1309 an seinen Oheim und Eichstätter Domherrn Seifried von March verkaufte; 1324 wird mit Hermann von Gaimersheim ein Pfarrer von Landershofen genannt. Im gleichen Jahr ging der March‘sche Hof an das Eichstätter Spital über; die Gült aus ihm kaufte 1469 das Domstift Eichstätt. 1350 vermachte der bischöfliche Notar Konrad testamentarisch den Leprosen einen Zehent zu „Läntfriczhouen“. Für 1360 ist überliefert, dass das Eichstätter Kloster St. Walburg Abgaben aus Landershofen erhielt. In der „Läntfridshofer Aw“ besaß Burkart von Seckendorff zu Konstein eine Wiese, die er 1380 verkaufte. Drei Jahre später verkaufte Margret die Laimingerin ihr Fischwasser zu „Lampfrizhofen“ an Pfalzgraf Friedrich. Das Fischlehen ist im frühen 15. Jahrhundert in Besitz von Seyfried von Wemding. Wie das Fischerhaus, wird auch die „Müle zu Lentershouen“, die 1406 als bischöfliches Lehen für Konrad Müller erwähnt ist, später zu Pietenfeld an der Leithen. Um 1450 unterstehen dem eichstättischen Landvogteiamt im Dorf die Mühle, 13 Hofstätten, zwei Höfe, das Fischlehen und ein Fischwasser.
1617 wurden fünf Landershoferinnen Opfer der Hexenverfolgung im Hochstift Eichstätt. Während des Dreißigjährigen Kriegs wurde das Dorf von den Schweden niedergebrannt. Für 1746 wird für Landershofen ein eigener Schulmeister, der zugleich Mesner ist, erwähnt; dies blieb so bis zur Aufhebung des Hochstifts. Am Ende des Alten Reiches, um 1800, bestand Landershofen aus 22 Untertanen-Anwesen. Dem Hofkastenamt gehörten drei Höfe, zwei Köblergüter, sechs Seldengüter, ein Leerhaus, dem Willibaldschorstift der Widemhof, der Domvikarie ein Gütl, dem Klosterrichteramt St. Walburg ein Fischgütl, dem Eichstätter Spital der Meierhof und ein weiterer Hof, dem Kollegiatstift „Unsere Liebe Frau“ zu Eichstätt ein Hof und dem Pflegamt Konstein ein Fischgütl. Außerdem gab es die Kirche, eine Taferne, die Gemeindeschmiede und ein Hirtenhaus.
1802 kam das Hochstift und damit auch Landershofen für kurze Zeit an das Kurfürstentum Bayern, dann Ende 1802 an den Großherzog Ferdinand von Toskana, 1806 infolge des Friedens von Preßburg (27. Dezember 1805) an das neue Königreich Bayern und dort zum Steuerdistrikt Pfünz. Mit dem Gemeindeedikt von 1818 wurde Landershofen wieder eine eigenständige Gemeinde. 1838 wurde der Kirchturm abgetragen und 1843 neu aufgebaut. Ein Schulhausneubau erfolgte 1892, an dem sich auch die Gemeinde Pfünz beteiligte. 1928 wurde ein Expositurhaus errichtet. Kirchlich war Landershofen eine Filiale von Pietenfeld; heute gehört das Dorf zur Pfarrei Heilige Familie in Eichstätt.
1962 entstand am Haselberg eines der größten Neubaugebiete im heutigen Stadtgebiet von Eichstätt. Alt-Landershofen ist bis heute vorwiegend landwirtschaftlich geprägt. 1898 hatte das Dorf  Bahnanschluss erhalten; der Personenverkehr wurde 1960, der Güterverkehr 1971 eingestellt. Am 1. Juli 1972 wurde die bis dahin selbstständige Gemeinde Landershofen (1961: 488 ha)  in die Stadt Eichstätt eingemeindet. In den 1970er Jahren tauchte für Landershofen die Bezeichnung „Landratshofen“ auf – eine scherzhafte Wortbildung hinsichtlich des Umstandes, dass der damalige Eichstätter Landrat Hans Pappenberger in Landershofen wohnte, wo er auch 1977 bestattet wurde. Um 1980 bestand Landershofen aus 13 landwirtschaftlichen Betrieben, einem Einzelhandelsgeschäft, einem Handwerksbetrieb, einem Fuhrunternehmen, der Straßenmeisterei, einer Bauschreinerei, einem Café und einem Hotel garni mit 38 Betten. Im November 2003 wurden 17 markante Pappeln, die zwischen Landershofen und Pietenfeld an der Leithen standen, aus Sicherheitsgründen gefällt.

### Einwohnerentwicklung
- 1741: 132[2]
- 1830: 114 (21 Wohngebäude)[16]
- 1836: 106 (21 Häuser mit Mühle und Fischerhaus)[22]
- 1900: 92 (23 Wohngebäude; Viehbestand: 11 Pferde, 120 Rinder, 157 Schafe, 64 Schweine, 1 Ziege)[23]
- 1937: 113[24]
- 1950: 165 (25 Wohngebäude)[16]
- 1961: 127 (30 Wohngebäude)[25]
- 1970: 470[26]
- 1983: 798[2]
- 1987: 842 (210 Wohngebäude mit 298 Wohnungen)[27]

## Denkmäler
Bedeutende Baudenkmäler in Landershofen sind
- die katholische Filialkirche St. Benedikt aus dem 12. Jahrhundert[28]
- sowie im nahen Hessental das monumentale Figurenfeld des Künstlers Alois Wünsche-Mitterecker
- und außerdem zwei mittelalterliche Kreuzsteine.

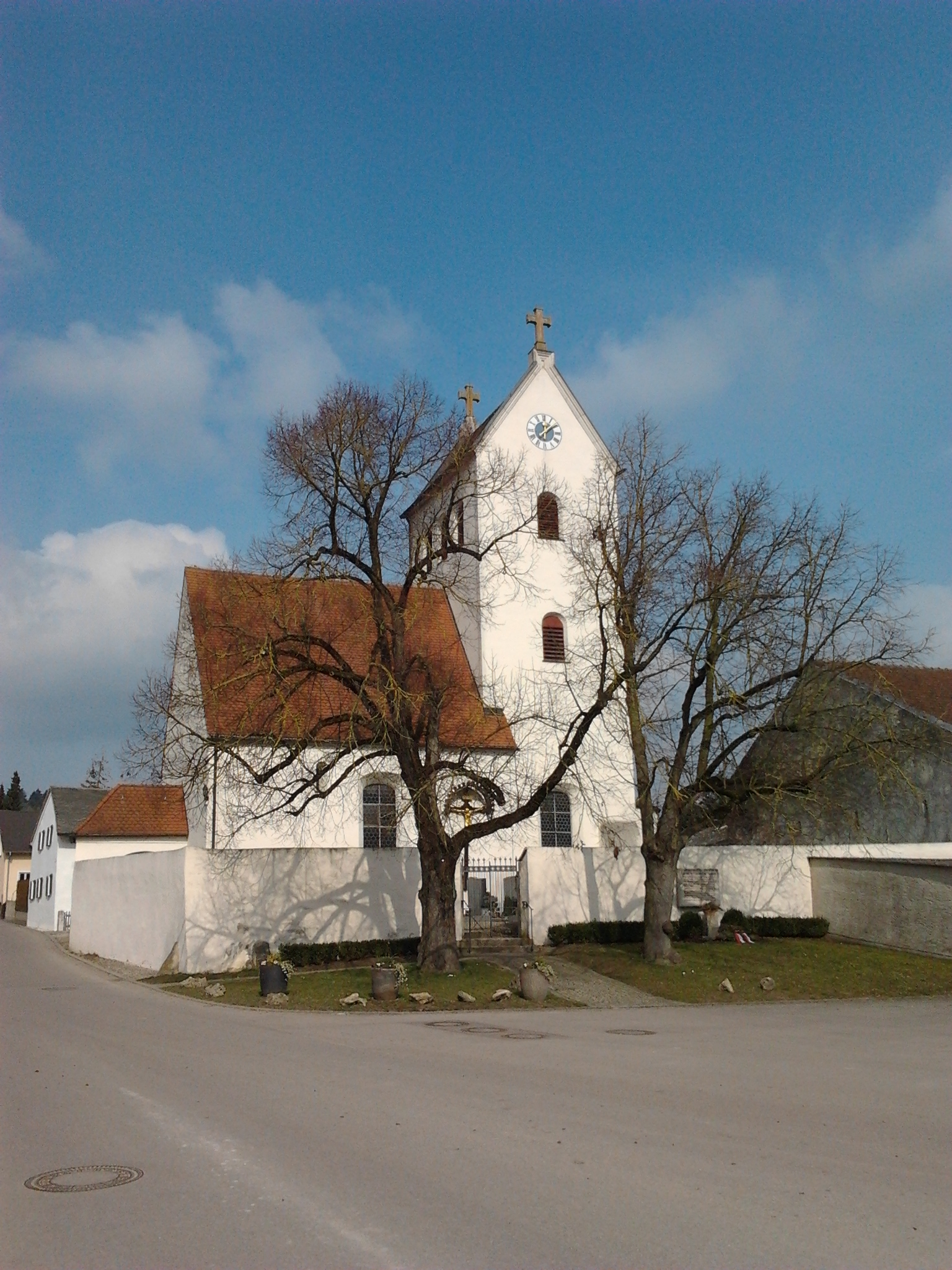
Filialkirche St. Benedikt
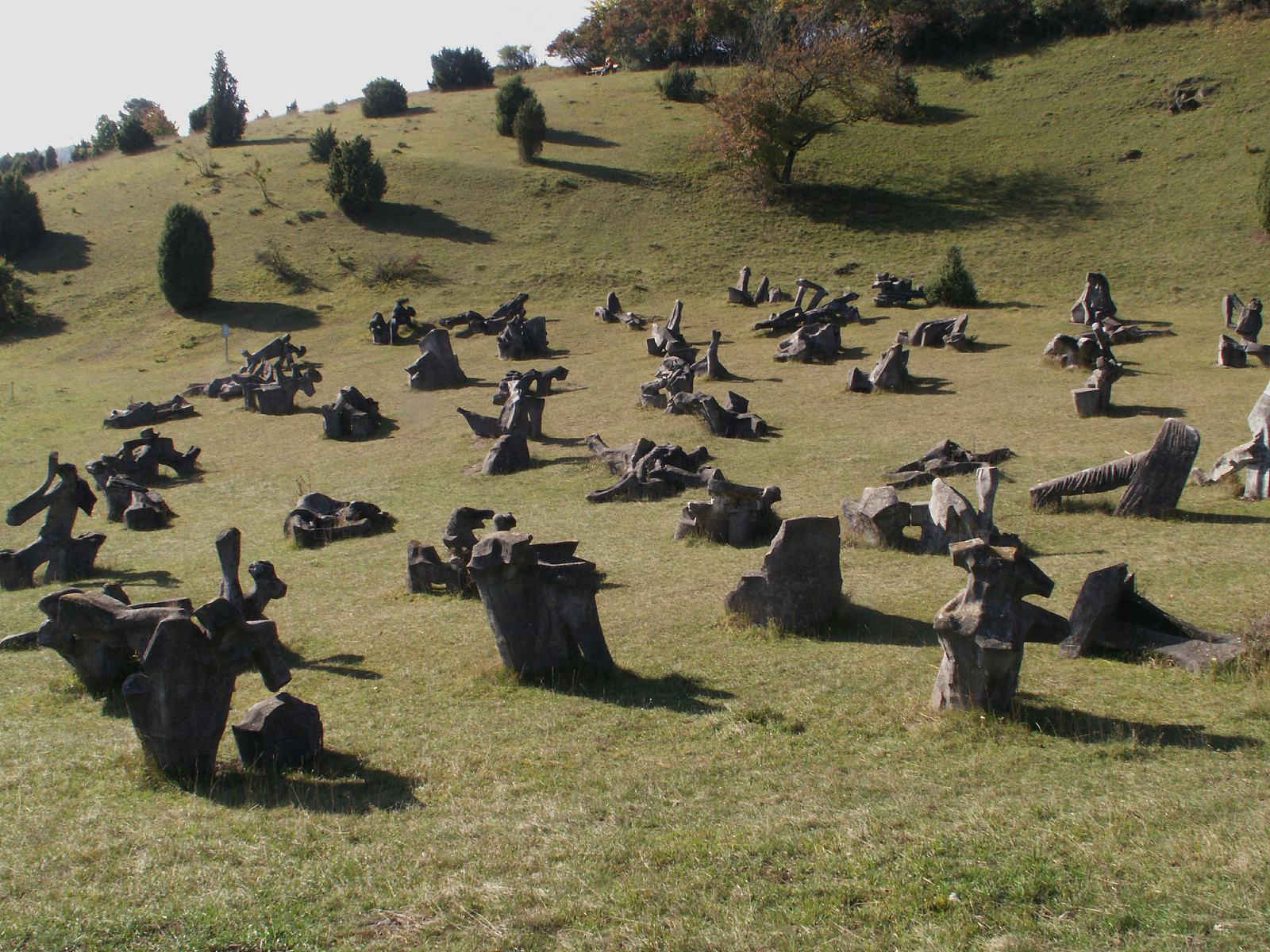
Figurenfeld
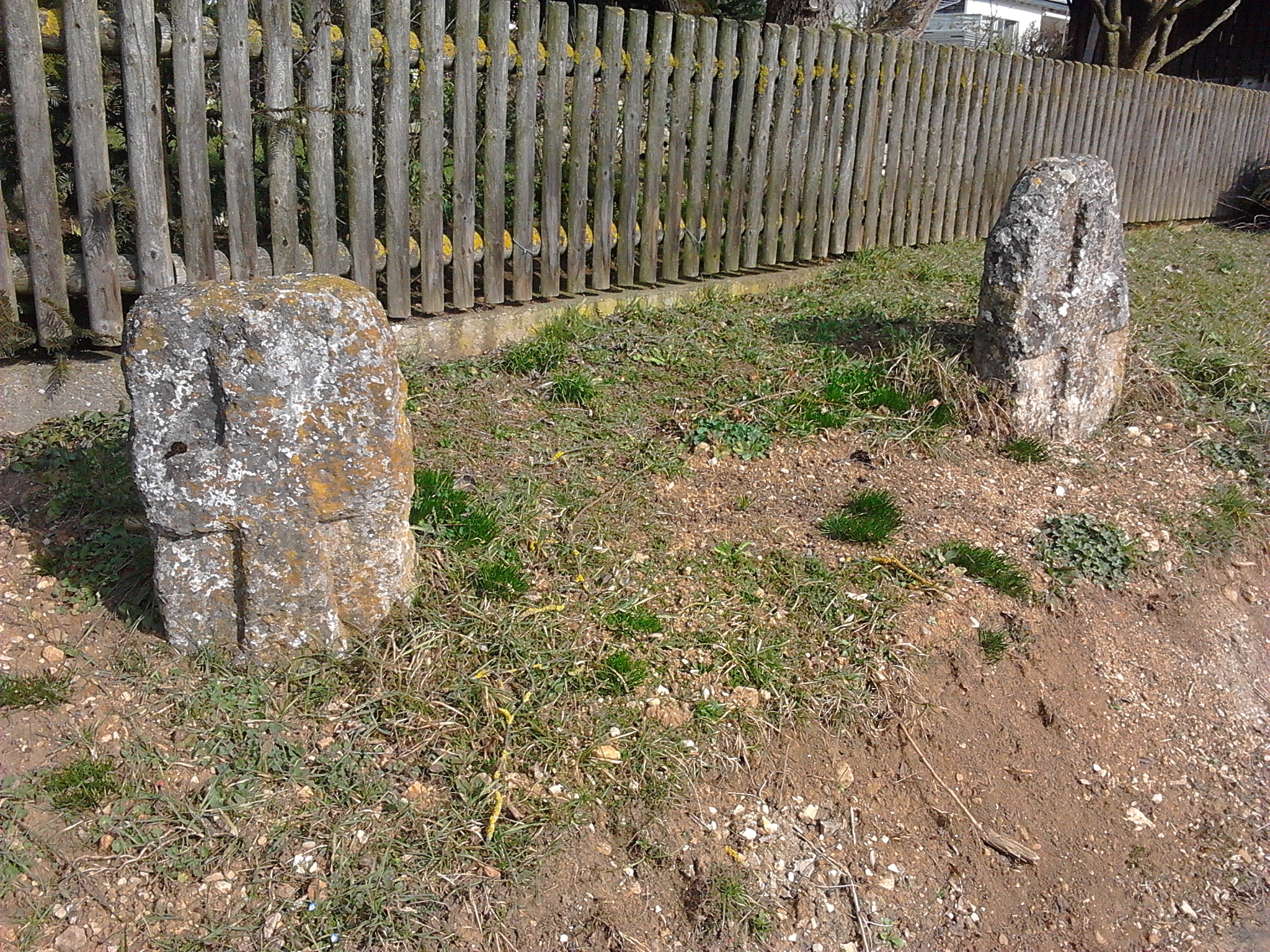
Kreuzsteine in Landershofen

## Vereine
- Freiwillige Feuerwehr Landershofen, gegründet 1881.[29]
- Verein für Gartenbau und Landespflege Landershofen

## Persönlichkeiten
- Hans Pappenberger, * 12. Juni 1906 in Nürnberg, + 28. Juni 1977 in Eichstätt, bestattet in Landershofen, 1948–1970 Landrat des (Alt-)Landkreises Eichstätt.
- Ruprecht Wimmer, * 1942, wohnhaft in Landershofen, 1996–2008 Präsident der Katholischen Universität Eichstätt.[30]